# A Siófok FC 2002–2003-as szezonja
A Siófok FC 2002–2003-as szezonja szócikk a BFC Siófok első számú férfi labdarúgócsapatának egy szezonjáról szól, mely összességében a 13. idénye a csapatnak a magyar első osztályban. A klub fennállásának ekkor volt a 81. évfordulója.

## Mérkőzések
| Színmagyarázat | Színmagyarázat |
| -------------- | -------------- |
|                | Győzelem.      |
|                | Döntetlen.     |
|                | Vereség.       |

### Borsodi Liga 2002–03

#### Őszi fordulók
| 1. forduló 2002. július 27. |

| Siófok FC    | 0 – 2               | Ferencváros                             |
| ------------ | ------------------- | --------------------------------------- |
| Schwarcz 50' | (0 – 0) Jegyzőkönyv | Tököli 56' Gera 68' Kapič 51' Szűcs 85' |

| Révész Géza utcai stadion, Siófok Nézőszám: 10 000 Játékvezető: Szabó Zsolt (magyar) |

| 2. forduló 2002. augusztus 3. |

| Siófok FC                          | 1 – 1   | Videoton             |
| ---------------------------------- | ------- | -------------------- |
| Fülöp 90' Filipović 74' Koller 87' | (0 – 1) | Róth 17' Vilotić 74' |

| Révész Géza utcai stadion, Siófok Nézőszám: 3 500 Játékvezető: Dubraviczky Attila (magyar) |

| 3. forduló 2002. augusztus 10. |

| Kispest–Honvéd                       | 1 – 2   | Siófok FC                                             |
| ------------------------------------ | ------- | ----------------------------------------------------- |
| Sasu 44' 55' Borgulya 63' Pandur 77' | (1 – 2) | Pantic 25' Schwarcz 41' 23′, 90+1′ Filipović 38′, 61′ |

| Bozsik József Stadion, Budapest Nézőszám: 2 000 Játékvezető: Arany Tamás (magyar) |

| 4. forduló 2002. augusztus 17. |

| Siófok FC                                          | 4 – 1   | Előre FC Békéscsaba      |
| -------------------------------------------------- | ------- | ------------------------ |
| Gaál 28' Szabó 31' Usvat 34' Kuttor 63' Kovács 65' | (3 – 1) | Miculescu 38' Vincze 77' |

| Révész Géza utcai stadion, Siófok Nézőszám: 2 500 Játékvezető: Drucskó János (magyar) |

| 5. forduló 2002. augusztus 24. |

| FC Sopron                 | 1 – 2   | Siófok FC                                    |
| ------------------------- | ------- | -------------------------------------------- |
| Tóth M. 90+2' Tóth A. 56' | (0 – 1) | Usvat 10' Filipović 86' Schwarcz 7' Gaál 80' |

| Káposztás utcai Stadion, Sopron Nézőszám: 2 000 Játékvezető: Erdős József (magyar) |

| 6. forduló 2002. augusztus 31. |

| Siófok FC                           | 2 – 0   | Dunaferr SE |
| ----------------------------------- | ------- | ----------- |
| Filipović 53' Usvat 73' Schultz 78' | (0 – 0) | Lengyel 53' |

| Révész Géza utcai stadion, Siófok Nézőszám: 2 500 Játékvezető: Világi Balázs (magyar) |

| 7. forduló 2002. szeptember 14. |

| MTK Hungária                    | 1 – 0   | Siófok FC           |
| ------------------------------- | ------- | ------------------- |
| Rednic 90' Füzi 71' Némethy 83' | (0 – 0) | Sipeki 27' Gaál 75' |

| Hidegkuti Nándor Stadion, Budapest Nézőszám: 1 000 Játékvezető: Saskőy Szabolcs (magyar) |

| 8. forduló 2002. szeptember 22. |

| Siófok FC                                  | 3 – 2   | Újpest                     |
| ------------------------------------------ | ------- | -------------------------- |
| Lerant 19' (öngól) Kuttor 90' Pantic 90+3' | (1 – 1) | Tokody 13' 23' Horváth 62' |

| Révész Géza utcai stadion, Siófok Nézőszám: 2 000 Játékvezető: Makai János (magyar) |

| 9. forduló 2002. szeptember 29. |

| Debreceni VSC                              | 1 – 1   | Siófok FC                      |
| ------------------------------------------ | ------- | ------------------------------ |
| Selymes 86' Böőr 72' Dombi 75' Kerekes 87' | (0 – 0) | Schultz 47' Grósz 70' Gaál 83' |

| Oláh Gábor utcai stadion, Debrecen Nézőszám: 6 000 Játékvezető: Szabó Zsolt (magyar) |

| 10. forduló 2002. október 5. |

| Siófok FC               | 1 – 1   | Győri ETO             |
| ----------------------- | ------- | --------------------- |
| Filipović 90' Usvat 25' | (0 – 0) | Hucika 61' Németh 43' |

| Révész Géza utcai stadion, Siófok Nézőszám: 2 000 Játékvezető: Kassai Viktor (magyar) |

| 11. forduló 2002. október 19. |

| Zalaegerszegi TE   | 1 – 0   | Siófok FC                          |
| ------------------ | ------- | ---------------------------------- |
| Balog 20' Král 68' | (1 – 0) | Juhász 45' Fülöp 73' Filipović 89' |

| ZTE Aréna, Zalaegerszeg Nézőszám: 5 000 Játékvezető: Juhos Attila (magyar) |

| 12. forduló 2002. október 25. |

| Ferencváros                       | 4 – 0               | Siófok FC           |
| --------------------------------- | ------------------- | ------------------- |
| Lipcsei 25' 76' 48' Szili 86' 89' | (1 – 0) Jegyzőkönyv | Pantic 71' Erős 71' |

| Üllői út, Budapest Nézőszám: 5 506 Játékvezető: Szarka Zoltán (magyar) |

| 13. forduló 2002. november 1. |

| Videoton                              | 2 – 4   | Siófok FC                                                         |
| ------------------------------------- | ------- | ----------------------------------------------------------------- |
| Dvéri 30' 87' Tóth 49' Tímár 55′, 62′ | (1 – 2) | Fülöp 25' 90+2' Schultz 34' Filipović 63' 17' Pantic 48' Erős 54' |

| Sóstói Stadion, Székesfehérvár Nézőszám: 1 500 Játékvezető: Dubraviczky Attila (magyar) |

| 14. forduló 2002. november 9. |

| Siófok FC  | 0 – 2   | Kispest–Honvéd                                   |
| ---------- | ------- | ------------------------------------------------ |
| Koller 24' | (0 – 0) | Bárányos 60' Hercegfalvi 86' Balint 13' Tóth 89' |

| Révész Géza utcai stadion, Siófok Nézőszám: 1 800 Játékvezető: Solymosi Péter (magyar) |

| 15. forduló 2002. november 16. |

| Előre FC Békéscsaba                  | 1 – 1   | Siófok FC                                    |
| ------------------------------------ | ------- | -------------------------------------------- |
| Keresztúri 64' Udvari 32' Grujić 65' | (0 – 0) | Schwarcz 81' Pantic 37' Fülöp 59' Koller 63' |

| Kórház utcai stadion, Békéscsaba Nézőszám: 4 000 Játékvezető: Sápi Csaba (magyar) |

| 16. forduló 2002. november 23. |

| Siófok FC     | 2 – 1   | FC Sopron                                     |
| ------------- | ------- | --------------------------------------------- |
| Szabó 37' 64' | (1 – 1) | Horváth A. 27' Csiszár 10' Fehér 31' Sira 33' |

| Révész Géza utcai stadion, Siófok Nézőszám: 1 500 Játékvezető: Megyebíró János (magyar) |

| 17. forduló 2002. november 30. |

| Dunaferr SE              | 0 – 0   | Siófok FC                |
| ------------------------ | ------- | ------------------------ |
| Bükszegi 57' Kóczián 71' | (0 – 0) | Kovács 11' Gaál 21′, 43′ |

| Dunaújváros Nézőszám: 1 120 Játékvezető: Világi Balázs (magyar) |

#### Tavaszi fordulók
| 18. forduló 2003. március 8. |

| Siófok FC | 0 – 1   | MTK Hungária |
| --------- | ------- | ------------ |
|           | (0 – 0) | Rednic 88'   |

| Révész Géza utcai stadion, Siófok Nézőszám: 1 500 Játékvezető: Megyebíró János (magyar) |

| 19. forduló 2003. március 12. |

| Újpest                 | 1 – 1   | Siófok FC            |
| ---------------------- | ------- | -------------------- |
| Tamási 79' Szélesi 36' | (0 – 0) | Fülöp 68' Juhász 25' |

| Megyeri út, Budapest Nézőszám: 1 915 Játékvezető: Szarka Zoltán (magyar) |

| 20. forduló 2002. március 15. |

| Siófok FC                | 1 – 1   | Debreceni VSC |
| ------------------------ | ------- | ------------- |
| Fülöp 70' 32' Koller 43' | (0 – 1) | Bajzát 14'    |

| Révész Géza utcai stadion, Siófok Nézőszám: 1 500 Játékvezető: Arany Tamás (magyar) |

| 21. forduló 2003. március 22. |

| Győri ETO                               | 2 – 2   | Siófok FC                          |
| --------------------------------------- | ------- | ---------------------------------- |
| Szanyó 51' 76' Jovanović 19' Németh 21' | (0 – 1) | Csordás 5' Koller 63' 79' Soós 55' |

| Rába ETO Stadion, Győr Nézőszám: 2 000 Játékvezető: Erdős József (magyar) |

| 22. forduló 2003. április 5. |

| Siófok FC                                    | 1 – 0   | Zalaegerszegi TE                            |
| -------------------------------------------- | ------- | ------------------------------------------- |
| Koller 83' Grósz 49' Schwarcz 63' Kovács 63' | (0 – 0) | Kocsárdi 38' Molnár 71' Csóka 76' Gyánó 79' |

| Révész Géza utcai stadion, Siófok Nézőszám: 2 500 Játékvezető: Sápi Csaba (magyar) |

| 23. forduló (rájátszás) 2003. április 12. |

| Újpest      | 0 – 0   | Siófok FC |
| ----------- | ------- | --------- |
| Rósa H. 69' | (0 – 0) | Soós 71'  |

| Megyeri út, Budapest Nézőszám: 2 031 Játékvezető: Szabó Róbert (magyar) |

| 24. forduló (rájátszás) 2003. április 19. |

| Siófok FC                                  | 2 – 1               | Ferencváros                |
| ------------------------------------------ | ------------------- | -------------------------- |
| Schwarcz 19' Fülöp 88' (11-esből) Soós 50' | (1 – 0) Jegyzőkönyv | Leandro 51' 37' Vukmir 47' |

| Révész Géza utcai stadion, Siófok Nézőszám: 8 000 Játékvezető: Szarka Zoltán (magyar) |

| 25. forduló (rájátszás) 2003. április 23. |

| Debreceni VSC     | 1 – 1   | Siófok FC                                |
| ----------------- | ------- | ---------------------------------------- |
| Ilie 67' Habi 36' | (0 – 0) | Fülöp 36' Pusztai 17' Csernyánszki 90+1' |

| Oláh Gábor utcai stadion, Debrecen Nézőszám: 3 000 Játékvezető: Ábrahám Attila (magyar) |

| 26. forduló (rájátszás) 2003. április 26. |

| Siófok FC                                                   | 4 – 2   | MTK Hungária                                          |
| ----------------------------------------------------------- | ------- | ----------------------------------------------------- |
| Schwarcz 7' 24' Schultz 22' Fülöp 76' Pusztai 45' Usvat 87' | (3 – 1) | Czvitkovics 30' 72' Smiljanić 21' Füzi 38′ Juhász 49' |

| Révész Géza utcai stadion, Siófok Nézőszám: 2 500 Játékvezető: Makai János (magyar) |

| 27. forduló (rájátszás) 2003. május 3. |

| Győri ETO                               | 1 – 1   | Siófok FC                        |
| --------------------------------------- | ------- | -------------------------------- |
| Bajevszki 82' Jovanović 50' Kartelo 61' | (0 – 0) | Szabó 72' Koller 32' Schultz 80' |

| Rába ETO Stadion, Győr Nézőszám: 570 Játékvezető: Hajdó Attila (magyar) |

| 28. forduló (rájátszás) 2003. május 10. |

| Siófok FC                         | 2 – 3   | Újpest                                                            |
| --------------------------------- | ------- | ----------------------------------------------------------------- |
| Csordás 37' Fülöp 86' Pusztai 56' | (1 – 2) | Kovács 23' Simek 25' Horváth 49' Tamási 56' Cseri 75' Szélesi 77' |

| Révész Géza utcai stadion, Siófok Nézőszám: 4 000 Játékvezető: Kiss Béla (magyar) |

| 29. forduló (rájátszás) 2003. május 14. |

| Ferencváros | 0 – 2               | Siófok FC                          |
| ----------- | ------------------- | ---------------------------------- |
| Lipcsei 44' | (0 – 0) Jegyzőkönyv | Csordás 51' Fülöp 68' Schwarcz 87' |

| Üllői út, Budapest Nézőszám: 5 975 Játékvezető: Bede Ferenc (magyar) |

| 30. forduló (rájátszás) 2003. május 17. |

| Siófok FC                                   | 3 – 5   | Debreceni VSC                                                  |
| ------------------------------------------- | ------- | -------------------------------------------------------------- |
| Szabó 17' Schultz 70' Juhász 90' Pantic 79' | (1 – 1) | Böőr 42' 72' Șumudică 69' 82' 12' Kiss 76' Sándor 45' Éger 89' |

| Révész Géza utcai stadion, Siófok Nézőszám: 2 000 Játékvezető: Világi Balázs (magyar) |

| 31. forduló (rájátszás) 2003. május 24. |

| MTK Hungária                        | 3 – 1   | Siófok FC                             |
| ----------------------------------- | ------- | ------------------------------------- |
| Illés 30' 75' Carlos 38' Juhász 75' | (2 – 0) | Csordás 90' Fülöp 74' Smiljanić 90+1' |

| Hidegkuti Nándor Stadion, Budapest Nézőszám: 2 500 Játékvezető: Megyebíró János (magyar) |

| 32. forduló (rájátszás) 2003. május 30. |

| Siófok FC              | 2 – 1   | Győri ETO               |
| ---------------------- | ------- | ----------------------- |
| Koller 64' Usvat 90+2' | (0 – 0) | Herczeg 55' Horváth 84' |

| Révész Géza utcai stadion, Siófok Nézőszám: 1 500 Játékvezető: Juhos Attila (magyar) |

#### A végeredmény (Felsőház)
| # | Csapat                  | J  | Gy | D  | V  | Rg | Kg | Gk  | P  | Megjegyzés                              |
| - | ----------------------- | -- | -- | -- | -- | -- | -- | --- | -- | --------------------------------------- |
| 1 | MTK Hungária            | 32 | 20 | 6  | 6  | 59 | 34 | +25 | 66 | Bajnok, 2003–2004-es BL 2. selejtezőkör |
| 2 | Ferencvárosi TC         | 32 | 19 | 7  | 6  | 50 | 24 | +26 | 64 | 2003–2004-es UEFA-kupa selejtező        |
| 3 | Debreceni VSC-MegaForce | 32 | 13 | 14 | 5  | 57 | 38 | +19 | 53 | 2003–2004-es UEFA-kupa selejtező        |
| 4 | Újpest FC               | 32 | 15 | 7  | 10 | 54 | 41 | +13 | 52 |                                         |
| 5 | Siófok FC               | 32 | 12 | 11 | 9  | 46 | 44 | +2  | 47 |                                         |
| 6 | Győri ETO FC            | 32 | 9  | 9  | 14 | 41 | 50 | -9  | 36 | 2003-as Intertotó-kupa                  |

## Külső hivatkozások
- A Siófok FC hivatalos honlapja